# Parochodaeus peninsularis
Parochodaeus peninsularis är en skalbaggsart som beskrevs av Horn 1895. Parochodaeus peninsularis ingår i släktet Parochodaeus och familjen Ochodaeidae. Inga underarter finns listade i Catalogue of Life.